# Žametna revolucija
Žametna revolucija (češko sametová revoluce) ali nežna revolucija (slovaško nežná revolúcia) je ime za nenasilno revolucijo na Češkoslovaškem, ki je trajala od 17. novembra do 29. decembra 1989. V njej je bil na miroljuben način zrušen komunistični režim, ki je bil na oblasti od 25. februarja 1948.
Povod za revolucijo je bila proslava ob 70-letnici Češkoslovaške, ki jo je pripravila opozicija. To so sestavljali krogi razumnikov, povečini podpisniki Listine 77, v kateri so od režima zahtevali temeljne državljanske svoboščine. Podpisnike je zatem začela preganjati tajna policija, vendar so se kasneje združili v Demokratični forum pod vodstvom književnika Václava Havla. Proslavo je reformam nenaklonjeni režim prepovedal.
V znak protesta so študenti v Pragi 17. novembra 1989 organizirali protest, ki je v tedanji Češkoslovaški pomenil začetek žametne revolucije, ki je prinesla miren prehod države v demokracijo. Študenti so zborovanje uradno prijavili kot zborovanje v spomin na študenta Jana Opletala, ki je bil ustreljen med protinacističnimi protesti leta 1939. Na protest, ki je bil dejansko namenjen zahtevam za pravičnejše študijske pogoje in nasprotovanju politični cenzuri, so organizatorji tako lahko povsem zakonito vabili s plakati in letaki.
Ko se je množica ljudi podala proti središču mesta, so protestnike obkolile policijske enote, kar je privedlo do spopadov; v isti noči je bilo ranjenih več sto ljudi. Študentje so v naslednjih dneh zasedli stavbo univerze in zahtevali pojasnila, solidarnost z njimi pa so začeli izražati tudi ostali prebivalci Češkoslovaške. V dneh, ki so sledili, se je študentom v Pragi pridružilo več sto tisoč ljudi.
Zaradi padca vlad drugih držav v Varšavskem paktu in stopnjevanja protestov na domačih tleh se je komunistična vlada že 28. novembra z demokratskim Državljanskim forumom pod vodstvom takratnega oporečnika Václava Havla začela pogajati o predaji oblasti. 28. decembra je bil za predsednika parlamenta izbran voditelj Praške pomladi Aleksander Dubček, 29. decembra pa je bil Havel izvoljen za predsednika države. Tako se je revolucija v samo nekaj tednih končala s prehodom države v demokracijo. 
Žametni revoluciji je leta 1992 sledila sporazumna ločitev Češkoslovaške na Češko in Slovaško, ki sta samostojni državi postali 1. januarja 1993. 